# Emanuel Georg Holzach
Emanuel Georg Holzach (* 1794; † 1844) war ein Schweizer Unternehmer und Richter.

## Leben
Emanuel Georg Holzach, Sohn des Pfarrers Johann Georg Holzach und jüngerer Bruder des Seidenbandfabrikanten Friedrich Holzach, wurde Teilhaber einer Quinçailleriehandlung an der Eisengasse in Basel (Christ, Ronus und Holzach). Ab 1828 war er Vorgesetzter und 1830–1834 Meister der Zunft zu Spinnwettern. Zudem war er Gerichtsherr in Grossbasel und Appellationsrat sowie Präsident des Appellationsgerichts.